# Победнице светских првенстава у атлетици на отвореном — 10 километара ходање
Дисциплина 10 километара ходање била је на програму светских првенстава у атлетици 5 пута. Увршћена је у програм на другом Светском првенству у Риму 1987. године, да би на Светском првенству у Севиљи 1999. била замењена новом и дужом 20 километара ходање.
У појединачној конкуренцији ниједна такмичарка није освојила две медаље. У екипној конкуренцији најбоље су представнице СССР са 2 освојене златне медаље.
Победнице светских првенстава у овој дисциплини са постигнутим резултатима налазе се у следећој табели.
| Светско првенство     |                                  | Резултат  |                             | Резултат |                                 | Резултат |
| Рим 1987. детаљи      | Ирина Страхова · Совјетски Савез | 44:12 РСП | Кери Саксби · Аустралија    | 44:23    | Yan Hong · Кина                 | 44:42    |
| Токио 1991. детаљи    | Алина Иванова · Совјетски Савез  | 42:57 РСП | Мадлен Свенсон · Шведска    | 43:13    | Sari Essayah · Финска           | 43:13    |
| Штутгарт 1993. детаљи | Сари Есаја · Финска              | 42:59     | Илеана Салвадор · Италија   | 43:08    | Енкарна Гранадос · Шпанија      | 43:21    |
| Гетеборг 1995. детаљи | Ирина Станкина · Русија          | 42:13 РСП | Елизабета Пероне · Италија  | 42:16    | Јелена Николајева · Русија      | 42:20    |
| Атина 1997. детаљи    | Анарита Сидоти · Италија         | 42,55     | Олга Кардополцева · Белгија | 43,30    | Валентина Цибулска · Белорусија | 43,49    |

## Биланс медаља
| Пласман | Држава          |   |   |   |    |
| ------- | --------------- | - | - | - | -- |
| 1.      | Совјетски Савез | 2 | - | - | 2  |
| 2.      | Италија         | 1 | 2 | - | 3  |
| 3.      | Финска          | 1 | - | 1 | 2  |
| 3.      | Русија          | 1 | - | 1 | 2  |
| 5.      | Белгија         | - | 1 | - | 1  |
| 6.      | Аустралија      | - | 1 | - | 1  |
| 6.      | Шведска         | - | 1 | - | 1  |
| 8.      | Белорусија      | - | - | 1 | 1  |
| 8.      | Кина            | - | - | 1 | 1  |
| 8.      | Шпанија         | - | - | 1 | 1  |
|         | Укупно {10}     | 5 | 5 | 5 | 15 |